# Listă de partide politice din India
Aceasta este o listă a partidelor politice din India:
- All India Anna Dravida Munnetra Kazhagam
- All India Forward Bloc
- Janata Dal (United)
- Nationalist Trinamool Congress
- Revolutionary Socialist Party
- Telugu Desam Party